# Sông Đa Sê Pô
Sông Đa Sê Pô hay Dac Sé Po là một con sông đổ ra sông Đa Huoai. Đa Sê Pô chảy qua các tỉnh Lâm Đồng và Bình Thuận, Việt Nam.
Sông có chiều dài 17 km và diện tích lưu vực là 67 km².
Đoạn thượng nguồn của sông có tên là suối Tà Pứa, dòng suối bắt nguồn từ vùng núi xã Nghị Đức huyện Tánh Linh, chảy hướng tây rồi tây bắc. 11°17′09″B 107°42′06″Đ / 11,285741°B 107,70153°Đ
Sang xã Đức Phú suối đổi hướng bắc và ở đoạn này có thác nước gọi là thác trượt Tà Pứa. 11°18′08″B 107°39′39″Đ / 11,302116°B 107,660836°Đ
Tới xã Đạ Ploa huyện Đạ Huoai tỉnh Lâm Đồng thì suối có tên là Đa Sê Pô và đổ vào dòng Đa Huoai trong hệ thống sông Đồng Nai. 
Đường tỉnh 713 mở qua vùng này, nối huyện Tánh Linh với huyện Đạ Huoai có đoạn theo lũng suối Tà Pứa.
Thác trượt Tà Pứa và đèo Tà Pứa (hay đèo Bà Sa) là các điểm du lịch hấp dẫn hợp thành "tour Tà Pứa" ở Bình Thuận.